# Бьель, Пеп
Пеп Бьель Мас Хауме (исп. Pep Biel Mas Jaume; род. 5 сентября 1996, Сант-Жоан, Балеарские острова) — испанский футболист, вингер клуба «Олимпиакос», выступающий на правах аренды за клуб «Шарлотт».

## Клубная карьера
Бьель — воспитанник клуба «Констанция». В 2012 году он дебютировал за основной состав. В 2013 году Пеп присоединился к молодёжной команде «Райо Вальекано» и спустя год дебютировал за дублирующий состав. В 2015 году он покинул «Райо» и выступал за дублёров «Мальорки», «Льосетенсе» и «Альмудевар». Летом 2017 года Бьель подписал контракт с «Сарагосой», где в начале выступал за дублирующую команду. 19 января 2018 года в матче против «Гранады» он дебютировал за основной состав в Сегунде. 12 ноября в поединке против «Химнастика» из Таррагоны Пеп забил свой первый гол за «Сарагосу». Летом 2019 года Бьель перешёл в датский «Копенгаген», подписав контракт на 5 лет. 3 августа в матче против «Сённерйюска» он дебютировал в датской Суперлиге. 3 ноября в поединке против «Сённерйюска» Пеп забил свой первый гол за «Копенгаген». 27 февраля 2020 года в матче Лиги Европы против шотландского «Селтика» игрок забил гол. В том же году в розыгрыше Лиги Европы 2020/2021 против польского «Пяста» он отметился забитым мячом. В розыгрыше Лиги конференций 2021/2022 против греческого ПАОКа и нидерландского ПСВ Пеп забил четыре мяча. В том же году игрок помог клубу выиграть чемпионат. 7 августа в дерби против «Брондбю» он сделал хет-трик.
Летом 2022 года Бьель перешёл в «Олимпиакос». 3 сентября в матче против «Ионикоса» он дебютировал в греческой Суперлиге. В этом же поединке Пеп забил свой первый гол за «Олимпиакос».
1 февраля 2024 года Бьель отправился в аренду в немецкий «Аугсбург» до конца сезона с опцией выкупа.
15 августа 2024 года Бьель был арендован клубом MLS «Шарлотт» до конца года с опцией выкупа в качестве назначенного игрока. В американской лиге он дебютировал 24 августа в матче против «Нью-Йорк Ред Буллз», заменив во втором тайме Джибриля Диани.

## Достижения
Командные
 «Копенгаген»
- Победитель датской Суперлиги: 2021/22

Личные
- Игрок месяца датской Суперлиги: август 2021[23]
- Игрок года датской Суперлиги: 2021/22[24]
- Член символической сборной датской Суперлиги: 2021/22
- Игрок месяца греческой Суперлиги: сентябрь 2022[25]